# Intel·ligència distribuïda
La intel·ligència artificial distribuïda o cognició distribuïda és una branca de la ciència cognitiva. Va ser creada per l'autor Edwin Hutchins, que ha estat professor de ciències cognitives de la Universitat de Califòrnia, en San Diego. "La cognició distribuïda es considera la confluència de la intel·ligència col·lectiva i l'extensió dels processos cognitius en l'ambient i en la societat''. Aquesta proposa que la cognició i el coneixement no es limita a un individu sinó que es distribueix a través d'objectes, persones, recursos de l'entorn i de l'ambient. La ment està distribuïda entre les persones. Aquesta concepció pren com a referència a l'autor Lev Vigotski, creador del concepte de la zona de desenvolupament pròxim (ZDP), en el que l'adult determina la resolució d'un problema d'un infant sota la seva guia. Sobre aquest punt de vista, el comportament mental dels humans resulta per interaccions que realitzem amb objectes cognitius externs, amb altres persones, determinats pels contextos físics, culturals i socials en què es troben. Aquesta interacció amb tot el que ens envolta és anomenada Persona-més per l'escriptor D. N. Perkins. El 1998, Mark Perry de la Universitat Brunel de Londres considera que la cognició distribuïda es basa en la metàfora del processament de la informació, on es considera un sistema en termes d'entrades i sortides i les feines es descomponen en un espai problemàtic. Creia que la informació havia de ser estudiada a través de la representació dins dels artefactes que la representen. Es diu que la cognició està "socialment distribuïda" quan s'aplica per demostrar com es poden utilitzar els processos interpersonals per coordinar les activitats dins d'un grup social. Un punt bàsic de la teoria cognitiva és l'organització del coneixement, és a dir, partir de coneixements simples a d'altres més complexos.
En definitiva, podem descriure els components que formen el sistema de la intel·ligència distribuïda com a dues representacions: interna i externa. Aquest enfocament ens serveix per analitzar complexos, activitats de treball fetes en grup, etc.

## Representacions internes i externes
Les representacions internes són el coneixement i l'estructura en la ment dels individus; mentre que les representacions externes són el coneixement i l'estructura en el món extern (Zhang, 1997; Zhang and Norman, 1994). És el procés entrellaçat entre aquestes dues representacions el que genera gran part del comportament intel·ligent d'una persona. Com bé expliquen en la investigació de Jiajie Zhang i Vimla L. Patel Arxivat 2018-04-18 a Wayback Machine., de la Universitat de Texas / Universitat de Colúmbia, per exemple, quan nosaltres efectuem una operació matemàtica, ja pot ser 90x20, les representacions internes serien el significat dels símbols. Per exemple: el valor numèric del símbol arbitrari "9" és nou, que prové de taules de multiplicació i de procediments aritmètics que han de ser recuperats de la memòria. En canvi, les representacions externes són les formes i posicions d'aquests símbols que poden ser vistes directament des del nostre entorn.
Per tant, per a acomplir aquesta tasca, les persones necessitem processar la informació percebuda des de les representacions externes i internes d'una forma integrada i dinàmica. És a dir, creem models interns del món extern. Les relacions entre aquests processos inclouen coordinació entre els elements de les representacions internes, com per exemple, la memòria i l'atenció, i els elements de les representacions externes tal com els objectes, materials, etc. L'estudi de la memòria com una funció social de la intel·ligència distribuïda té una llarga història en l'antropologia i la sociologia. Durkheim i els seus alumnes, especialment Halbwachs (1925), van sostenir que la memòria no podria ser coherentment discutida com a propietat d'un individu aïllat. Com també es menciona en la investigació d'Edwin Hutchins i Roberts l'any 1964 va caracteritzar les propietats cognitives d'una societat (la seva capacitat de memòria, capacitat de gestió i recuperació d'informació) observant quina informació hi ha, on es troba i com es pot moure en una societat.

### Anàlisi representacional
L'anàlisi representacional és una metodologia per a l'estudi de l'efecte representacional en tasques de la intel·ligència distribuïda. Es basa en tres tipus de representacions:
- Representacions jeràrquiques
- Representacions isomorfes
- Representacions distribuïdes

Moltes tasques cognitives distribuïdes tenen representacions jeràrquiques de diversos nivells. Les representacions es poden repartir en més representacions. Per exemple, a cada nivell de representació jeràrquica d'una tasca, hi ha una estructura abstracta que pot ser implementada per diverses representacions isomorfes.
L'objectiu d'aquesta metodologia és l'estratègia que consisteix a descompondre una tasca en els seus diferents nivells i components. D'aquesta manera, es pot estudiar i identificar les propietats representacionals de cada nivell. Cadascuna d'aquestes propietats serà responsable d'un aspecte representacional diferent. Aquesta anàlisi representacional s'il·lustra bé al problema de la Torres de Hanoi.
Aquesta metodologia s'ha utilitzat en diversos problemes del món real, com per exemple: sistemes de numeració, pantalles d'informació relacional i pantalles d'instruments de cabina (1992, pàg. 91).

## Tipus d'intel·ligència distribuïda
Segons la investigació de Jiajie Zhang i Vimla L. Patel de la Universitat de Texas / Universitat de Colúmbia la cognició es pot distribuir a través d'un grup d'individus. Per a aquest tipus d'intel·ligència, existeixen dues visions ben diferents: 
- Visió reduccionista: les propietats intel·lectuals d'un grup de persones es poden determinar per les propietats dels individus. Per tant, per poder entendre el comportament grupal, l'únic que necessitem és comprendre les propietats de cada individu.
- Visió interaccionista: aquesta visió considera que les interaccions entre els individus poden produir propietats de grups emergents que no es poden reduir únicament a les propietats característiques de cada individu. Per a poder estudiar el comportament d'un grup, necessitem investigar les interaccions entre els individus.

### Intel·ligència socialment distribuïda
Aquesta idea va ser preconcebuda per Roberts l'any 1964. Una idea que sorgeix actualment és que l'organització social és ella mateixa una forma d'arquitectura cognitiva. Com també es menciona en la tesi esmentada, els processos cognitius requereixen trajectòries d'informació, que són la transmissió i la transformació. Des de l'organització social més l'estructura agrega pel context, determinen la forma en la qual es distribueix la informació a través d'un grup. Si aquesta visió és acceptada, podem trobar-nos amb una estranya conseqüència: podem utilitzar les estructures i conceptes dels models de grups socials per a poder descriure què passa dins de la nostra ment.
Marvin Minsky, científic de la cognició americà, en el seu llibre Society of Mind (1986) menciona que cada cervell conté centenars de diferents tipus de màquines que estan interconnectades entre formes específiques que predestinen aquell cervell a convertir-se en una societat gran i diversa d'agències parcialment especialitzades. En la tesi d'Edwin Hutchins, Distributed Cognition, Minsky argumenta que en lloc d'utilitzar l'idioma de la ment per descriure el que està passant en un grup social, aquest llenguatge de grups es pot utilitzar per a descriure el que està passant en la ment. Vygotsky va desenvolupar aquesta idea dels orígens socials de les funcions psicològiques de l'individu dins del llibre de Marvin Minsky (1978). Explica que totes les funcions cognitives d'alt nivell apareixen dues vegades: primerament com un procés interpsicològic i més tard com un procés intrapsicològic. El sistema funcional del nen pren existència quan interactua amb altres. A conseqüència d'aquesta interacció, el nen podrà anar creant aquest sistema en absència dels altres.

## Factors socials que influeixen en l'aprenentatge
Una gran part de la psicologia social tracta condicions relacionades amb l'aprenentatge. La major part de les destreses de l'aprenentatge es desenvolupen en un entorn social. Aquests factors socials exerceixen un paper molt important en la determinació de què s'aprèn i amb quina eficàcia es realitza l'aprenentatge.
Els estils cognitius estan molt relacionats amb els estils d'aprenentatge. La manera en com processem aquesta informació influeix a l'hora d'aprendre. L'estil cognitiu d'una persona està basat en com aquesta enfocarà el seu pensament i en com utilitzarà la informació. Segons aquest estil cognitiu, es defineixen els diferents estils d'aprenentatge i de raonament. El model cognitiu està lligat a l'aprenentatge, ja que depèn en gran manera de l'actitud de la persona envers una situació. Per això, el context i la interacció social té un paper tan important en l'aprenentatge.
Aquest concepte d'interacció té un paper molt important en la teoria de Vigotski. Aquest aprenentatge interactiu posteriorment esdevindria en el model constructivista. La visió de Vigotski és molt important per a l'escola del coneixement distribuït o el concepte d'intel·ligència distribuïda. Per a Vigotski, el desenvolupament cognitiu sorgeix dels processos d'aprenentatge, concretament de la llengua i els raonaments. Aquestes capacitats es desenvolupen gràcies a la interacció social. Representen el coneixement compartit de la cultura. És a dir, amb paraules de Vigotski: ''el desenvolupament de l'individu és resultat de la cultura en què es troba immers''.

El concepte d'interacció social també està lligat a Kenneth Dunn i Rita Dunn i la seva teoria dels 18 elements procedents de 4 estímuls. Per al model dels Dunn, l'estil d'aprenentatge ''és la manera per la qual elements diferents que procedeixen de quatre estímuls bàsics afecten a l'habilitat d'una persona per absorbir i retenir la informació''. Aquests 18 elements, que després van passar a ser 21, s'estructuren en els estímuls següents: 
1. Ambient immediat: Soroll, llum, temperatura, disseny, forma del medi).
2. Pròpia emotivitat: Motivació, persistència, responsabilitat, estructura).
3. Necessitats Sociològiques: Treball personal, amb amics, petits grups o amb adults).
4. Necessitats Físiques: Alimentació, temps, mobilitat, percepció).
5. Necessitats Psicològiques: Analític-global, reflexiu-impulsiu, dominància cerebral (hemisferi dret – hemisferi esquerre).

## Cultura i cognició
L'estudi de la cognició està lligat a l'estudi de la cultura, perquè els agents (les persones), vivim en un ambient cultural. En la investigació de Hollan, Hutchins & Kirsh. Menciona que la cultura sorgeix de l'activitat dels agents humans en els seus contextos històrics, com les estructures socials, mentals, materials i socials interactuen. D'altra banda, la cultura en forma d'història d'artefactes i pràctiques socials, configura processos cognitius, particularment aquells processos que es distribueixen per agents, artefactes i entorns. Edwin Hutchins treballa aquest tema en el seu llibre Cognition in the Wild (1995). Podem concloure que la cognició està juntament arrelada a la cultura.
Un altre autor rellevant que tracta aquest punt és Vigotski. Aquest, considera que la intel·ligència distribuïda està molt influenciada per la cultura. Els individus, i la seva cognició, se situa dins d'un context social, compost per interaccions i activitats comunes (Moll, 1991). Vigotski tracta la cognició distribuïda des d'un enfocament històric-cultural. Un dels principis d'aquest és ''el procés del desenvolupament històric del comportament humà i el procés de l'evolució biològica no coincideixen; un no és la continuació de l'altre. Abans, però, cadascun està governat per les seves pròpies lleis''.

## Ecologia cognitiva
És l'estudi dels fenòmens cognitius en el context. En particular, apunta a la xarxa de dependència mútua entre els elements d'un ecosistema cognitiu. Segons l'autor Edwin Hutchins, almenys tres camps van tenir un enfocament ecològic de la cognició: la psicologia ecològica de Gibson, l'ecologia de la ment de Bateson i la teoria de l'activitat cultural-històrica soviètica.

### Influència de l'ambient en la cognició distribuïda
Un tret important en l'estudi de la cognició distribuïda és la influència de l'ambient i el context. Segons Wilson (2002), "El flux d'informació entre la ment i el món és tan dens i continu que, per als científics que estudien la naturalesa de l'activitat cognitiva, la ment no és una unitat d'anàlisi significativa". L'ambient té un paper dinàmic a l'hora d'influenciar els processos cognitius. Segons Dewey, ''El concepte d'ambient és necessari per a la idea d'organisme, i amb la concepció de l'ambient apareix la impossibilitat de considerar la vida psíquica com una cosa individual i aïllada que es desenvolupa en un buit (1884, pàg. 285)''. Per Dewey, la cognició distribuïda està relacionada amb la democràcia participativa. Aquesta està basada en la fe i la creença en l'experiència i l'educació humana. Aquesta és la teoria general de l'educació de Dewey, la qual genera els mètodes necessaris per al que ell anomenava ''intel·ligència organitzada o distribuïda''. Aquest terme actualment també es podria anomenar ''intel·ligència col·lectiva''.
La intel·ligència és un producte de l'evolució i de llargs processos d'adaptació. Segons l'antropòleg Gregory Bateson, aquesta s'agrega principalment respecte a l'hàbit, i processos de reacció i adaptació. Aquest representa uns canvis que són introduïts pel medi ambient i per l'experiència.

## Persona-més
Aquest concepte va ser proposat per David Perkins, escriptor i membre fundador de Harvard Project Zero. Persona-més fa referència a la simetria que existeix respecte als individus i l'ambient en què es produeix el pensament i l'aprenentatge. El corrent conductista intenta explicar com es produeixen aquests processos, mitjançant ''la seva teoria dels reflexos clàssics i condicionats; la seva concepció dels espais i els esquemes de problemes; i la seva perspectiva del processament de distribució en paral·lel amb la concepció de com la nostra ment recull i modifica la informació. Podem distingir un sistema compost que pensa i aprèn format per persones i el seu entorn. Si només ens centréssim en les característiques de l'individu sense tenir en compte que també és influenciat per l'entorn (o pels recursos que existeixen) estaríem parlant de persona solista. En canvi, persona-més es refereix a qualsevol individu més l'ambient.
Aquesta simetria entre la persona i l'ambient físic és un sistema compost que pensa i aprèn. Segons la visió general de Roy D. Pea, professor d'educació i ciències de l'aprenentatge, concep la cognició humana com una cognició distribuïda més enllà de l'àmbit de l'organisme propi, i això en diversos sentits: abastant a altres persones, tenint en compte mitjans simbòlics i aprofitant de l'entorn i dels seus recursos.